# Setmanari Sóller
Setmanari Sóller és un periòdic setmanal d'informació general fundat a Sóller el mes de juliol de l'any 1885 per Joan Marquès Arbona.

## Història
Al 1885, es començà a gestar-se la idea de començar una publicació periòdica local amb la col·laboració de cròniques setmanals durant de Joan Marquès Arbona el seu període que complia el servei militars. Un dels objectius era que servís de mitjà de comunicació entre els emigrants sollerics a Europa i Amèrica. Els principals suports de Marquès varen ser mossèn Rullan i Mir i Joan Baptista Ensenyat.
El setmanari Sóller sortí per primera vegada l'11 de juliol de 1885 amb el subtítol de "Periódico semanal de intereses materiales" que poc després canvià per "Semanario independiente". La publicació va tenir una gran acollida i va informar de les inundacions que va partir la vall de Sóller l'octubre de 1885. El setmanari també va ser el mitjà d'expressió de diferents entitats del municipi. El primer format del Sóller va ser de quatre pàgines i d'un tiratge, que es mantengué estable durant anys, d'entre 1.500 i 2.000 exemplars.
El desembre de 1899 la publicació suspengué temporalment l'edició per millorar el format. La impremta de Joan Marquès es traslladà a la planta baixa del local. El setembre de 1891 es reprengué la publicació del Sóller, que cada cop assolí més influència, difusió i un nombre més gran de col·laboradors i anunciants. El 1900 establí un Centre de Subscripció a la plaça de la Constitució, de Sóller.
A partir de 1910 coincidint amb el vint-i-cinquè aniversari de la publicació, es canvià el format i s'amplià el nombre de pàgines.
L'estada de Marquès a França serví per comprar maquinària més moderna -la Pedalette, que funcionava amb un motor elèctric- a l'Exposició Universal de París (1900). La impremta s'emprà fins 1972 que baix la gerència de Manuel Picó, es va obrir una redacció a Palma.
A partir de gener de l'any 1996 el Grup Serra subscriu un acord amb Sóller Publicacions S.L. que es fa càrrec des d'aquell moment de la redacció i explotació comercial del setmanari, encara que amb tota la infraestructura informàtica i tècnica del Grup Serra, propietària de la capçalera. Des del mes de gener del 2013 la redacció i administració tornen a dependre de l'editora del setmanari, Ediciones Jemma S.L. (Grup Serra).
N'han estat directors després Joan Marquès Arbona (1885-1955): Miquel Marquès Coll (1955-1992), Andreu Vivas Muñoz (1996-2004) Lluc Garcia Socias (2004-2020). Actualment la directora és Francesca Marí Suñer (2020-).

## Relació amb el català
Des dels seus inicis el setmanari Sóller, actualment degà de la premsa forana de Mallorca, ofereix informació de Sóller i dels altres municipis de la comarca (Deià, Fornalutx i Escorca), amb una especial atenció envers la cultura. La seva secció literària "De l'agre de la Terra" (1907-1937) va ser durant l'època un dels principals mitjans d'expressió dels escriptors i poetes mallorquins en llengua catalana com Miquel dels Sants Oliver, Josep Maria Quadrado, Miquel Costa i Llobera, Guillem Colom Ferrà i Miquel Ferrà. Cal destacar també el paper del Sóller en el manteniment de les relacions entre la Vall i els sollerics que havien emigrat a França o a Amèrica. La llengua catalana sempre hi ha estat present i actualment es publica íntegrament en català.

## Publicació i contingut
El setmanari sempre s'havia publicat en dissabte. El mes d'agost de 2020 canvià la data de publicació als divendres amb una mitjana de 40 pàgines setmanals, totes elles en color. Coincidint amb les principals festes locals s'editen números extraordinaris amb una mitja de més de 100 pàgines.
Les seves seccions són local, societat i cultura, opinió, empremtes, converses i esports.